# ثوران بارذربونجا 2014-2015
ثورة بركان بارذربونجا في عام 2014 هي ثورة في نظام بركان بارذربونجا في أيسلندا. بدأت الثورة في 29 أغسطس/آب 2014 وانتهت في 27 فبراير/شباط 2015. انبعث عن ثورة البركان كميات ضخمة من ثاني أكسيد الكبريت مما أثر على جودة الهواء في أيسلندا. ولكن لم يؤثر هذا النشاط البركاني على الرحلات الجوية خارج محيط البركان ولم يطلق البركان كمية ملحوظة من الرماد.